# Annick Boer
Annick Boer (Hilversum, 22 maart 1971) is een Nederlands actrice, zangeres en cabaretière. Ze spreekt de stem van verschillende tekenfilmfiguren in.

## Carrière
Boer studeerde in 1994 af aan de Kleinkunstacadamie in Amsterdam. Ze toert langs de theaters met haar eigen cabaretvoorstelling, maar speelt ook in toneelstukken en musicals en is op tv te zien. Naast haar eigen cabaretvoorstelling speelt ze in het toneelstuk Familiespel met Jacqueline Blom, Mark Rietman en Bas Hoeflaak. Vanaf haar 22ste speelde ze in diverse toneelstukken, zoals De Sunshine Boys (waarvoor ze de Pisuisse-prijs kreeg). Ze speelde in musicals als Titanic, Dolfje Weerwolfje, Doe Maar!, Nonsens, Blood Brothers, Little shop of Horrors en Rembrandt. Boer speelde de hoofdrol van zuster Klivia in de remake van de musical Ja zuster, nee zuster (2009–2010). Voor haar rol als Ria, de moeder van Alice (actrice Dorien Haan), in de musical Doe Maar! kreeg ze in 2007 de John Kraaijkamp Musical Award voor beste vrouwelijke bijrol in een kleine musical. Eerder werd ze genomineerd voor een Musical Award voor beste vrouwelijke hoofdrol in een kleine musical voor haar rol in Dolfje Weerwolfje.
Op televisie was ze te zien in onder andere Kopspijkers, Kanniewaarzijn, De TV Kantine, Grijpstra & De Gier, Baantjer, De Bifi's (onderscheiden met een Gouden Beeld), Toscane, Meiden van De Wit, Het Klokhuis en Boks. Daarnaast sprak ze nog diverse stemmen in voor tekenfilms, zoals die van de vis Dory in zowel Finding Nemo als in het vervolg Finding Dory en Tuk in Tarzan.
In 2023 deed Boer mee aan het 23e seizoen van het televisieprogramma Wie is de Mol?. Boer viel als vierde af in de vierde aflevering, tijdens een alternatieve executie.
In 2025 deed Boer mee aan het vijfde seizoen van het televisieprogramma De Verraders bij RTL 4 als een van de verraders. Hierin werd ze in aflevering vijf als eerste verrader verbannen.

## Televisie

### Als actrice
- SamSam – Sandra (afl. 1.06 'Met z'n tweeën', 1994)
- Bureau Kruislaan (afl. 'Wanhoopsdaden', 1995)
- Het zonnetje in huis – Secretaresse Suzan (afl. 'Gezinstherapie', 1995)
- SamSam – Cindy (afl. 2.12 'Woningruil', 1995)
- Het zonnetje in huis – Verpleegster (afl. 'Laatste kans', 1996)
- SamSam – Shanti (afl. 5.12 'Haarlem Nights', 1998)
- Westenwind – Jasmijn (1999)
- Baantjer – Mascha de Boer (afl. 'De Cock en de moord op het vertrouwen', 2001)
- Het zonnetje in huis – Jacqueline (afl. 'Vriendschap is een conclusie', 2003)
- Toen was geluk heel gewoon – Els (afl. 'De vegakraakster', 2005)
- Boks – Bloemiste (afl. 'Vergeten moord', 2006)
- Grijpstra & De Gier – Puk (2007)
- De hoofdprijs – Cindy van Wijk (2009)
- Van Zon op Zaterdag – (2010)
- Kanniewaarzijn – Verschillende typetjes (2011–)
- Mattheus Masterclass (2012)
- In goed gezelschap (2012–2013)
- Danni Lowinski – Tineke (2013)
- Wat een poppenkast! – Eva Jinek (stem; 2016)
- Flikken Maastricht – Barvrouw (afl. 'Retraite', 2016)
- De TV Kantine – verschillende typetjes (2020–2021)
- De Casting Kantine – Eva Jinek (2021)
- Welkom in de middeleeuwen (2022)
- Tweede Hans – Lid Viswijvenkoor (afl. 'Door zonder Bob' en 'Het spijt me', 2022)
- Ome Cor - Griffier (2022)
- Hotel Hollandia (2023) – Hélène Hendriks / Eva Jinek / Anouk
- Scrooge Live (2023) – Geest van het Heden
- Costa!! de serie (2024) – Sylvia

### Als deelneemster
- Wie is de Mol? (2023), deelneemster
- Weet Ik Veel (2023), deelneemster
- Praat Nederlands met me (2024), deelneemster
- Ik hou van Holland (2024), deelneemster
- Moordfeest (2024), deelneemster
- De Verraders (2025), deelneemster (verrader)

### Nasynchronisatie
- Tarzan (1999) - Tuk
- De Legende van Tarzan (2001-2002) - Tuk
- Tarzan & Jane (2002) - Tuk
- Op zoek naar Nemo (2003) - Dory
- Op zoek naar Dory (2016) - Dory

## Theater
- 1993 – The Sunshine Boys, als zuster Cox
- 1994/1995 – Voyeurs
- 1995 – Willeke (musical), in het ensemble
- 1996/1997 – Jeans!, als soliste
- 1997/1998 – De Jantjes, als marktvrouw
- 1998/1999 – Blood Brothers (musical), in het ensemble
- 2000/2001 – Little Shop of Horrors (musical), als bloemenmeisje
- 2001/2002 – Titanic (musical), als Alice Beane
- 2003 – Dolfje Weerwolfje, als mevrouw Krijtjes
- 2003 – Nonsens, als zuster Amnesia
- 2004/2005 – On Tour
- 2005 – The Odd Couple, als Gwen
- 2006/2007 – Rembrandt (musical), als Geertje Dircx
- 2007/2008 – Doe Maar! (musical), als Ria
- 2007 – De Mike & Thomas kerstrevue, als fee
- 2009/2010 – Ja zuster, nee zuster, als zuster Klivia
- 2010/2011 – Into the Woods, als Assepoester
- 2010 – Ik hield van Hitler, als dochter van Winifred
- 2010 – Happy Birthday, Mr. Sonheim, als soliste
- 2011 – Herinnert u zich deze nog?!
- 2012/2013 – Yab Yum: het circus van de nacht, als Angel
- 2013/2014 – De donkere kamer van Damokles
- 2014/2015 – War Horse, als Rose Narracot
- 2016/2017 – Op een mooie pinksterdag
- 2017 – Tina (musical)
- 2017 – The Bridges of Madison County, als Marsha
- 2018/2019 – Genoeg nu over jou!
- 2018 – The Bridges of Madison County (reprise), als Marsha
- 2018 – Aquarium
- 2019/2021 – Dat is goed gelukt! (cabaretshow)
- 2019 – 't Schaep met de 5 Pooten (musicaltournee), als alternate Riek Balk
- 2019 – The Bridges of Madison County (reprisetournee), als Marsha
- 2022–heden – Cabaretsolo Deze is nog beter!
- 2022–heden – Toneelstuk Familiespel
- 2022 – Hij gelooft in mij, als Friedel
- 2024 - Cabaretmusical Ver van je bed, als Marjan
- 2024 - 2025 Onze Jordaan! alternate Greet

## Familie
- Plien van Bennekom is een nichtje van Annick Boer.

## Voetnoot
- MusicBrainz: 73247833-a841-4446-a95e-04ca21b4a6d8
- Virtual International Authority File: 5024153289961032770001
- WorldCat: E39PBJdmgcWRbJMgJyvC8tRqcP